# نیشی‌واکی، هیوگو
نیشی‌واکی در استان هیوگو در کشور ژاپن واقع شده‌است  که دارای جمعیت ۴۳٬۱۲۶ نفر و مساحت ۱۳۲٫۴۷ کیلومتر مربع با تراکم جمعیت ۳۲۶  نفر در کیلومترمربع است و در تاریخ ۱ اکتبر ۲۰۰۵ به عنوان شهر شناخته شد.